# 嘉義市西區博愛國民小學
嘉義市博愛國民小學（Chiayi Bo Ai Primary School），簡稱博愛國小，位於嘉義市西區友愛路822號。

## 沿革
- 1948年9月1日創校，校名嘉義市新北區博愛國民學校。
- 1950年8月1日，實施地方自治，嘉義市降格為縣轄市，改稱為：嘉義縣嘉義市博愛國民學校。
- 1968年8月1日，實施九年國民義務教育，校名再度更動為：嘉義縣嘉義市博愛國民小學。
- 1982年，嘉義市再度升格為省轄市，校名亦隨之更改為：「嘉義市博愛國民小學」。

## 學校象徵

### 校訓
- 敦品勵學

### 校歌
由潘憲忠 詞 / 李中和 曲。

## 歷任校長
| 任別     | 姓名   | 任期                    |
| -------- | ------ | ----------------------- |
| 第一任   | 李章   | 1948年9月 -- 1949年3月  |
| 第二任   | 陳石壽 | 1949年4月 -- 1954年9月  |
| 第三任   | 張海尚 | 1954年10月 -- 1963年7月 |
| 第四任   | 黃如竹 | 1963年8月 -- 1973年8月  |
| 第五任   | 高鴻猷 | 1973年9月 -- 1980年7月  |
| 第六任   | 邱水標 | 1980年8月 -- 1988年7月  |
| 第七任   | 李教   | 1988年8月 -- 1991年10月 |
| 第八任   | 黃金塗 | 1991年11月 -- 2000年7月 |
| 第九任   | 潘憲忠 | 2000年8月-- 2004年7月   |
| 第十任   | 潘憲忠 | 2004年8月-- 2008年7月   |
| 第十一任 | 周孟志 | 2008年8月 -- 2012年7月  |
| 第十二任 | 周孟志 | 2012年8月 -- 2016年7月  |
| 第十三任 | 張英裕 | 2016年8月 -- 2020年7月  |
| 第十四任 | 張英裕 | 2020年8月 -- 2024年7月  |
| 第十五任 | 廖昭銘 | 2024年8月起接掌         |

## 著名校友
- 廖健富

## 外部連結
- 嘉義市博愛國民小學（页面存档备份，存于）（繁體中文）